# Viscount Island
Viscount Island är en ö i Kanada.   Den ligger i Regional District of Mount Waddington och provinsen British Columbia, i den sydvästra delen av landet, 3 700 km väster om huvudstaden Ottawa. Arean är 9,5 kvadratkilometer.
Terrängen på Viscount Island är kuperad. Öns högsta punkt är 580 meter över havet. Den sträcker sig 5,6 kilometer i nord-sydlig riktning, och 2,8 kilometer i öst-västlig riktning.